# سلى
للاطلاع على سباق المخلوقات الفضائية في قصة دورة جاب للمؤلف ستيفن آر دونالدسون، انظر أمنيون (دورة جاب).

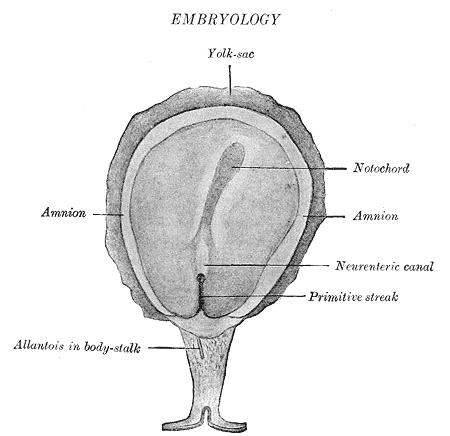
جنين قرد الجيبون Hylobates concolor

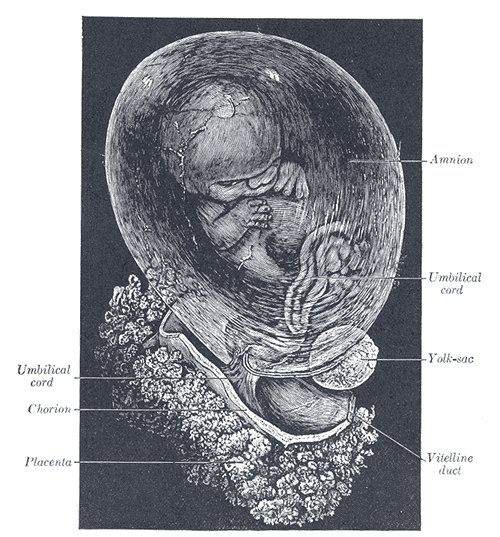
جنين آدمي داخل الكيس السلوي Amnion.

السلى أو أمنيون أو غشاء الجنين الداخلي أو غلاف السلى هو غشاء يعمل على تكوين الكيس السلوي الذي يحيط بـالجنين ويحميه. وينمو في الزواحف والطيور والثدييات، والتي تُسمى بـ«السلويات» لهذا السبب؛ ولكنه لا ينمو في البرمائيات والأسماك (أو السمكيات)، ومن ثم يُطلق عليها مصطلح «اللاسلويات». الوظيفة الأساسية للسلى هو حماية الجنين أثناء نموه. وينشأ من الأديم المتوسط الجسدي خارج الجنين على الجانب الخارجي منه والأديم الظاهر خارج الجنين على الجانب الداخلي منه.

## في الإنسان
لم تتم ملاحظة المراحل المبكرة لتكوين السلى في الجنين البشري؛ فقد كان السلى موجودًا بالفعل في أصغر جنين تمت دراسته ككيس مغلق ويظهر في الكتلة الخلوية الداخلية في صورة تجويف. ويكون هذا التجويف مسقوفًا بطبقة أحادية من الخلايا الأديمية الظاهرة المسطحة والأديم الظاهر السلوي، ويتكون قاعه من الأديم الظاهر الموشوري للقرص المضغي، وينشأ الجزء الواصل بين السقف والقاع على حافة القرص المضغي. وتوجد طبقة رفيعة من الأديم المتوسط خارج الأديم الظاهر السلوي، وتستمر لتلتحق بالطبقة الموجودة بالجنبة الجسدية وتتصل بالتبطين الأديمي المتوسط للمشيماء عن طريق سويقة الجسم.
يلامس السلى جسد الجنين عند تكونه لأول مرة، إلا أن السائل (السائل السلوي) يبدأ بالتراكم فيه في الأسبوع الرابع أو الخامس. وتتزايد كمية هذا السائل ويتسبب في توسُّع السلى وفي نهاية المطاف يلتصق بالسطح الداخلي للمشيماء، ولذلك يكون الجزء الجنيني الخارجي للجوف العام مطموسًا. وتتزايد كمية السائل السلوي حتى الشهر السادس أو السابع من الحمل، وتنقص بعده إلى حد ما؛ وفي نهاية الحمل تصل إلى حوالي 1 لتر.
يتيح السائل السلوي حرية الحركة للجنين أثناء مراحل الحمل المتأخرة، كما أنه يحمي الجنين عن طريق تقليل خطر الإصابة من دونه. ويحتوي على أقل من اثنين بالمائة من المواد الصلبة، ويتكون من يوريا ومستخرجات أخرى وأملاح غير عضوية وكمية صغيرة من البروتين ومقدار زهيد من السكر. وقد ثبت ابتلاع الجنين لبعض من السائل السلوي حيث تم العثور على حتات بشروي وشعر بين محتويات القناة الهضمية الجنينية.

## في الزواحف والطيور والعديد من الثدييات
يتطور السلى في الزواحف والطيور والعديد من الثدييات بالطريقة الآتية:
يحدث انعكاس أو طي علوي للجنبة الجسدية عند نقطة الانقباض حيثما يتصل الأنبوب الهضمي البدئي للجنين بالكيس المحي.
في البداية، تظهر هذه الطية السلوية في النهاية الرأسية ثم تظهر فيما بعد في النهاية الذنبية وعلى جوانب الجنين، وتدريجيًا ترتفع أكثر وأكثر وتتلاقى أجزاؤها المختلفة وتندمج عبر الجانب الظهراني للجنين، وتتضمن تجويفًا وهو التجويف السلوي. ويُعرف هذا النوع من السلى باسم سلى الجنبة (المتكون عن طريق الطي)، في مقابل السلى الانفصالي (المتكون عن طريق التطبق).
وبعد اندماج حواف الطية السلوية، تصبح طبقتا الطية منفصلتين انفصالاً تامًا، وتشكل الطية الداخلية السلى، وتشكل الطية الخارجية السلى الكاذب أو المصلية.
يُشكل الفراغ بين السلى والمصلية الجوف العام الخارجي للجنين، ويتصل لفترةٍ زمنيةٍ بالجوف العام الجنيني.

## الحمل خارج السلى
الحمل خارج السلى حالة نادرة يمكن أن تنشأ من تمزق السلى، مؤديةً إلى نمو الجنين في الجوف العام خارج الجنين.

## صور إضافية

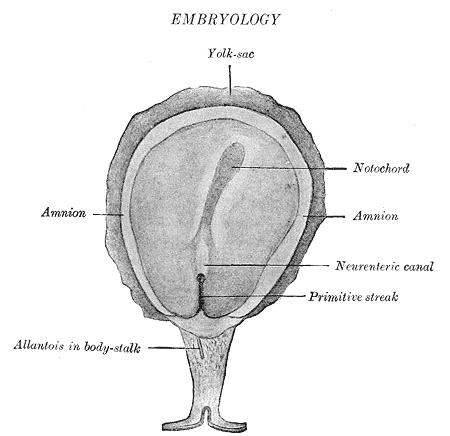
منظر سطحي لجنين هيلوباتس (جنس من أجناس الجيبون) منتظم اللون.
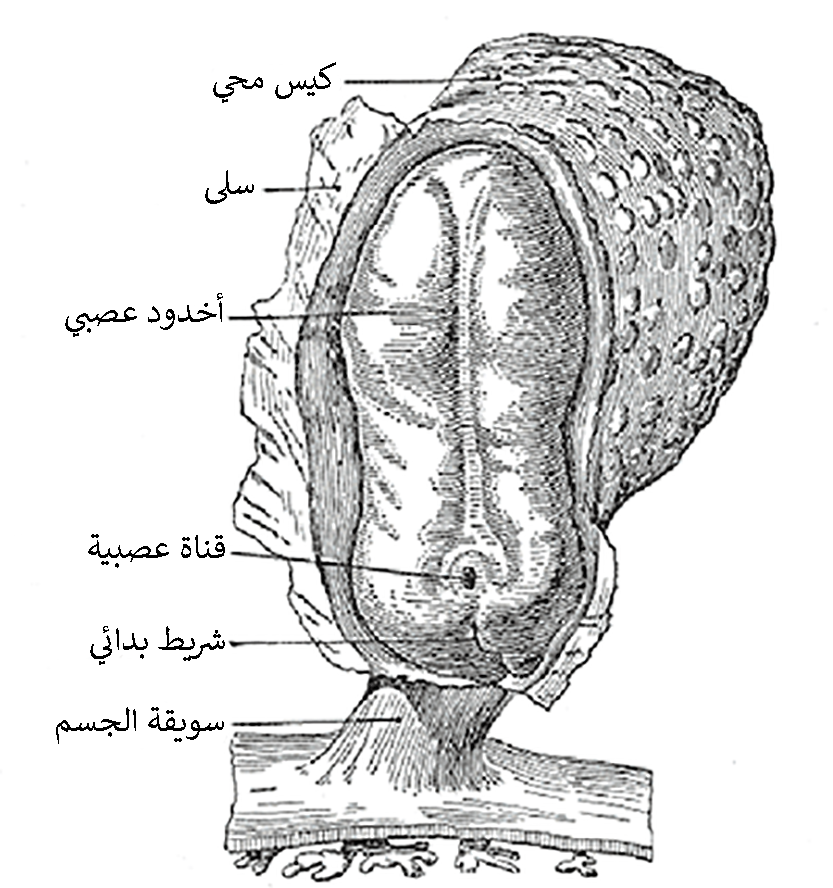
جنين بشري — بطول 2 ملم. منظر ظهري يوضح السلى وهو مفتوح. X 30.
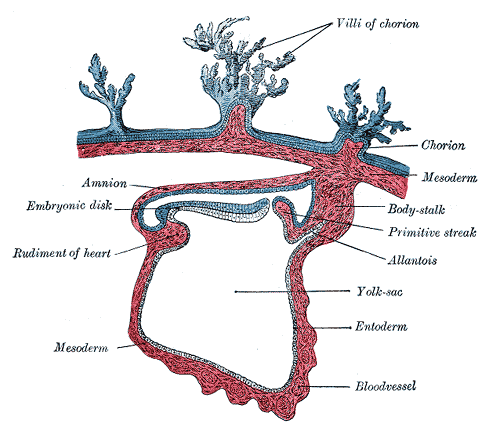
مقطع عبر الجنين.
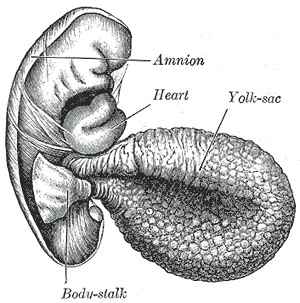
جنين بشري طوله 2.6 ملم.
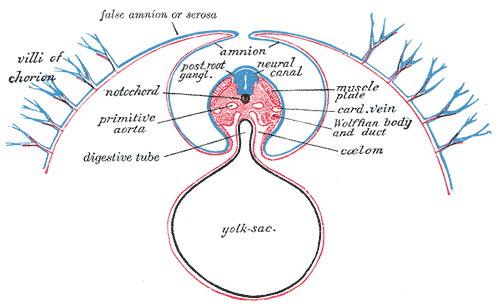
رسم تخطيطي لمقطع عرضي يوضح نمط تكوين السلى في الدجاج.
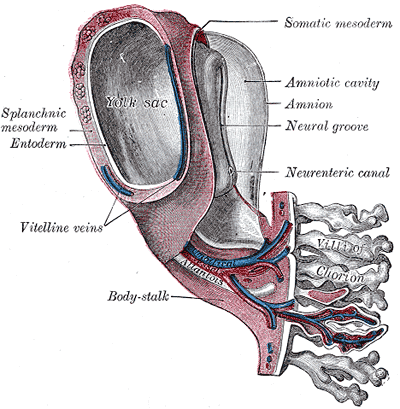
نموذج لجنين بشري طوله 1.3 ملم.
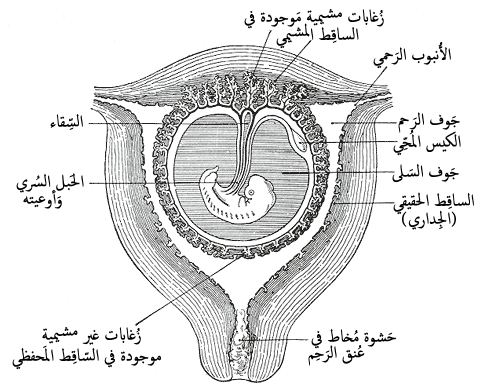
تخطيط مقطعي لرحم حامل في الشهرين الثالث والرابع.
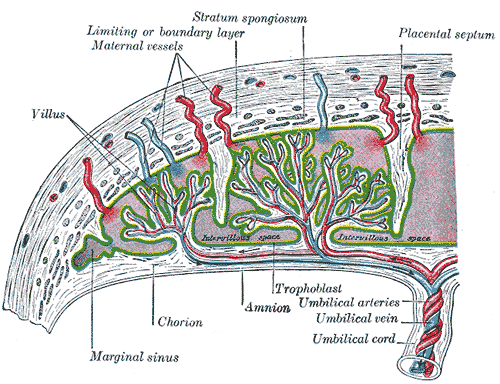
رسم بياني للدوران المشيمي.
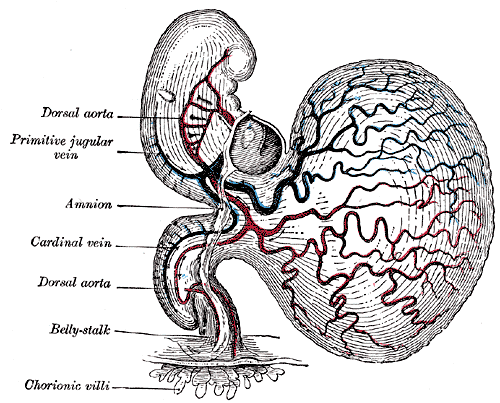
جنين بشري يبلغ عمره حوالي أربعة عشر يومًا، بالكيس المحي.
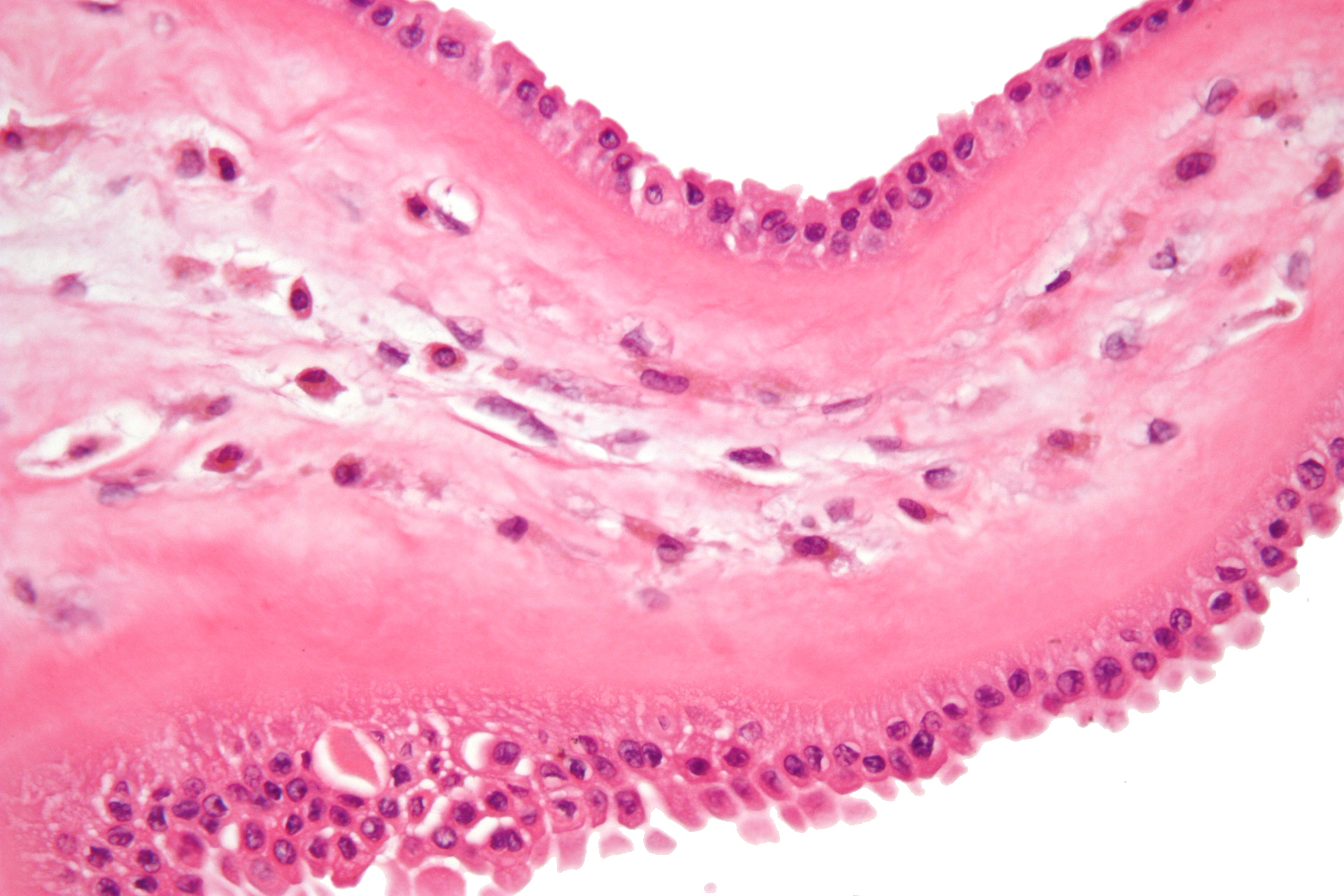
بلاعم محملة بالعقي في أغشية جنينية ملطخة بالعقي. صبغة الهيماتوكسيلين والأيوزين.
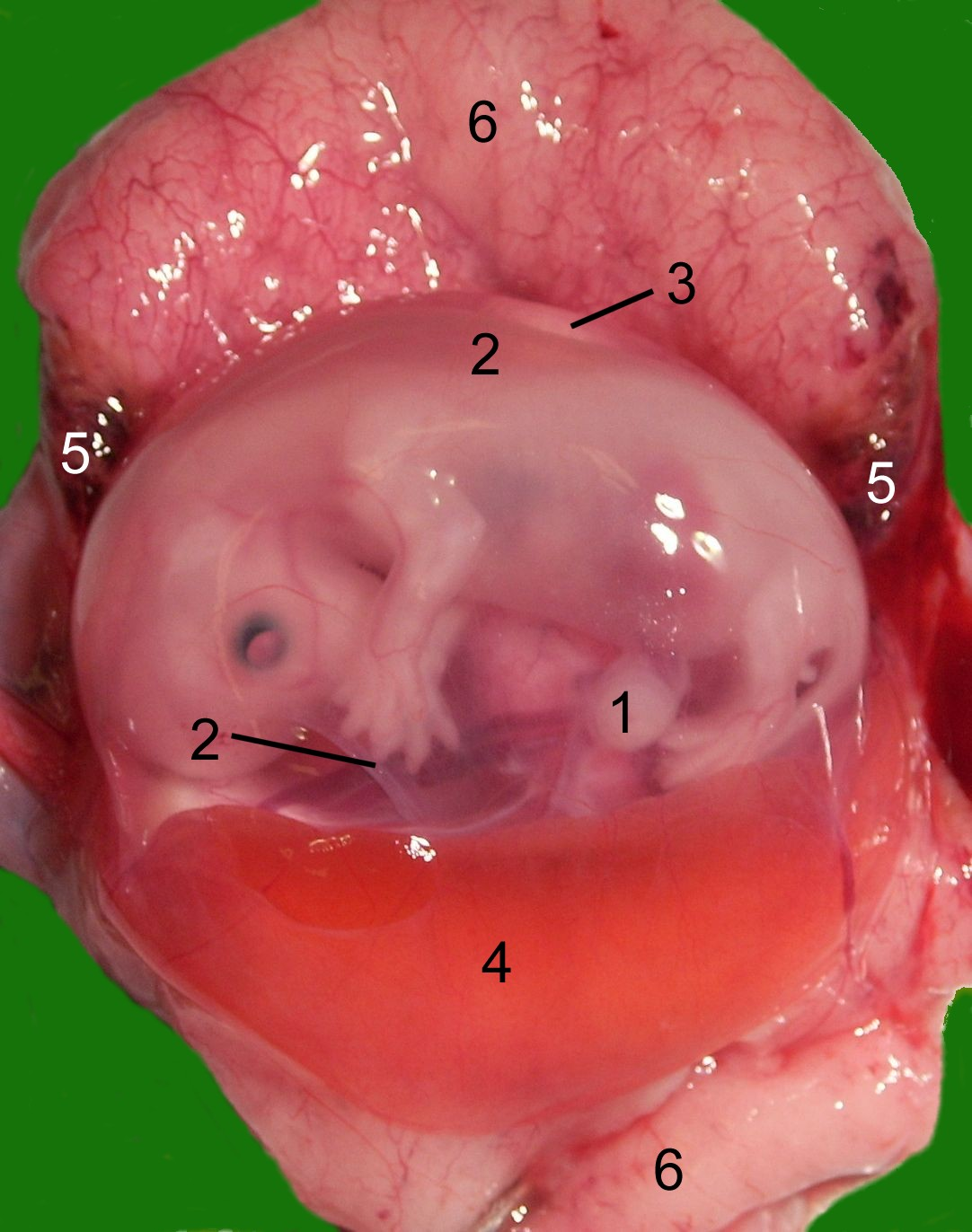
رحم مفتوح في جنين قط في منتصف الحمل: 1 السرة، 2 السلى، 3 السقاء، 4 الكيس المحي، 5 ورم دموي هامشي نامي، 6 جزء أمومي من المشيمة (بطانة الرحم)

## وصلات خارجية
- "Female Reproductive System: placenta, chorionic plate"
- McGill
- The Foeto-Amnio-Placental complex